# Arothron stellatus
Arothron stellatus  (лат.) — вид тропических лучепёрых рыб из семейства иглобрюхих, самые крупные рыбы семейства.

## Общие сведения
Рыба достигает в длину 1,2 метра. Обитает в Красном море, в акваториях Индийского и Тихого океанов, от побережья Восточной и Южной Африки до южной Японии, островов Туамоту и Лорд-Хау. В прибрежных водах Южной Африки этот вид встречается и в юго-восточной Атлантике. В то же время рыба попадается человеку относительно редко. Молодые её особи водятся прежде всего в песчаных и илистых устьях приморских рек. Более старые рыбы предпочитают чистые, прозрачные лагуны, а также воды, прилегающие к коралловым рифам. Питаются рыбы иглокожими и другими беспозвоночными — моллюсками, а также ракообразными.

## Внешний вид
Для молодых рыб этого вида характерен плотных узор из коричнево-чёрных и жёлто-белых полос, поднимающихся от брюшка к спине изогнутыми линиями. Со временем «полосатый» узор постепенно распадается и преображается в комбинацию из крупных точек на спине у рыбы. Кожа рыбы лишена чешуи и покрыта маленькими иглами.

## Галерея

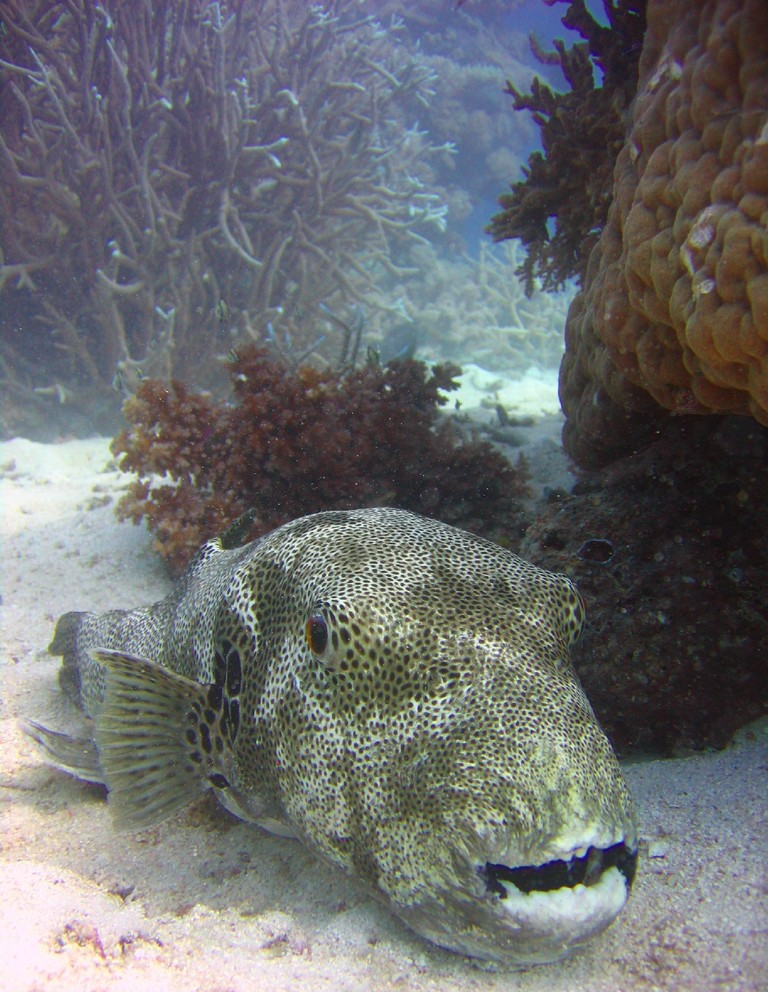
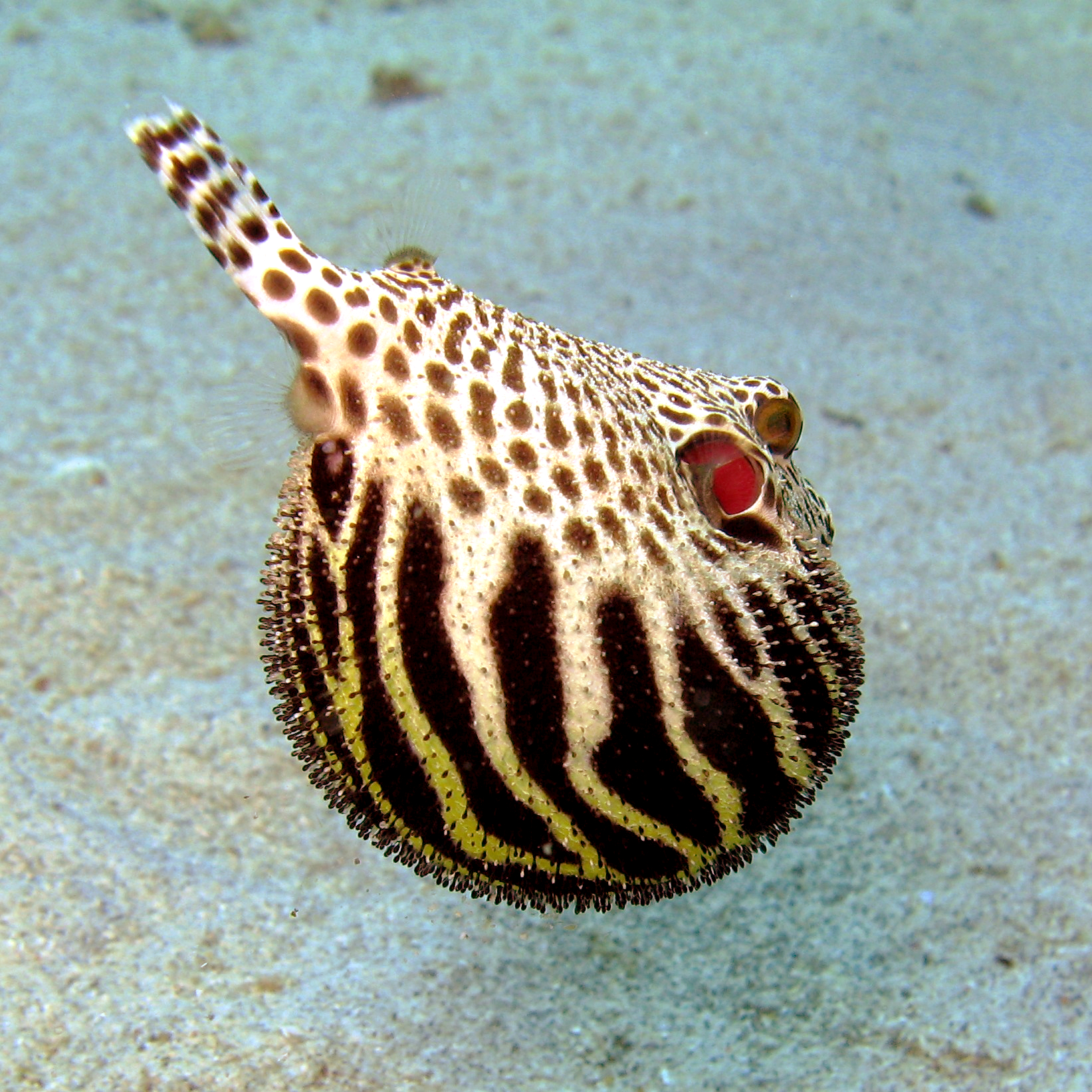
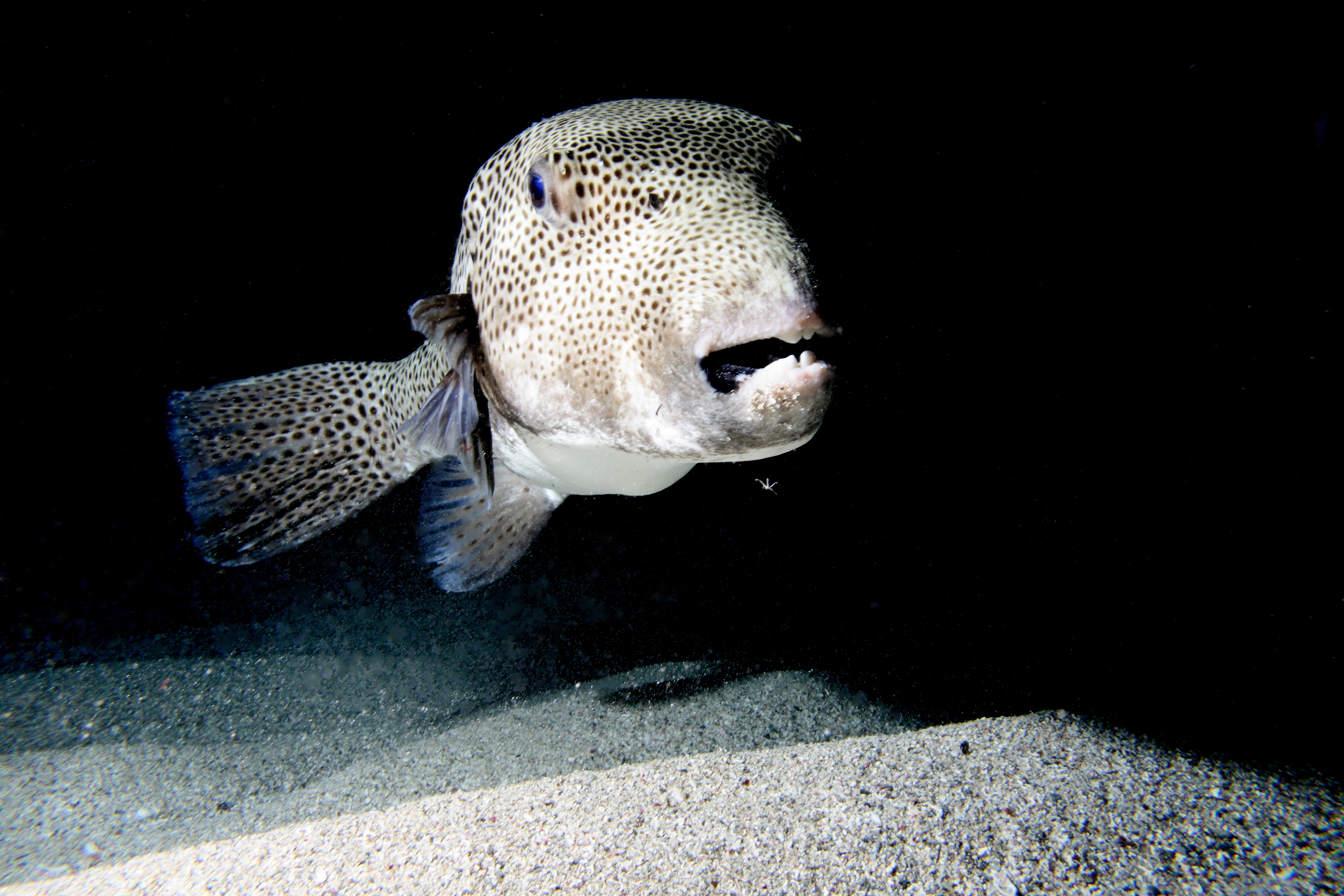
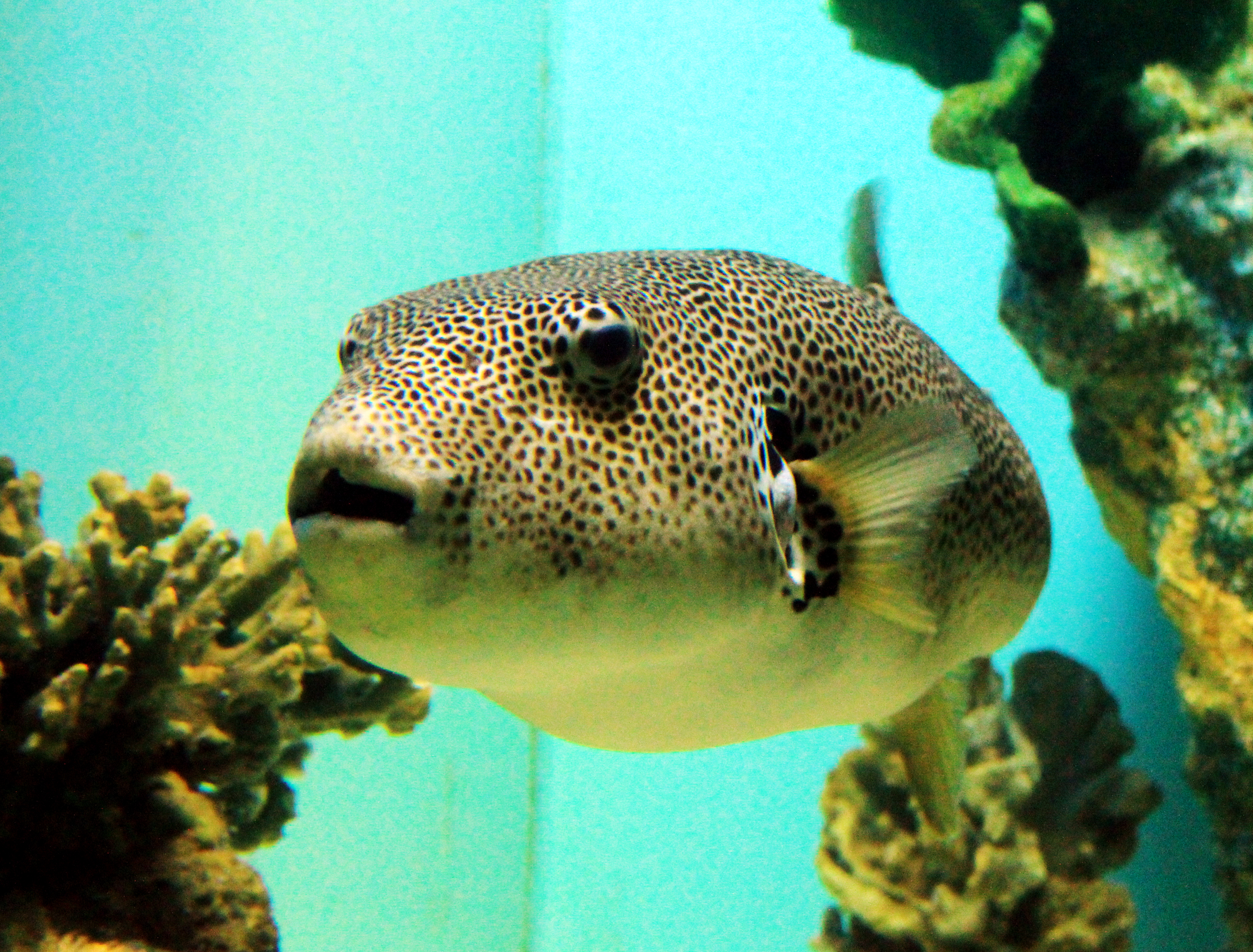
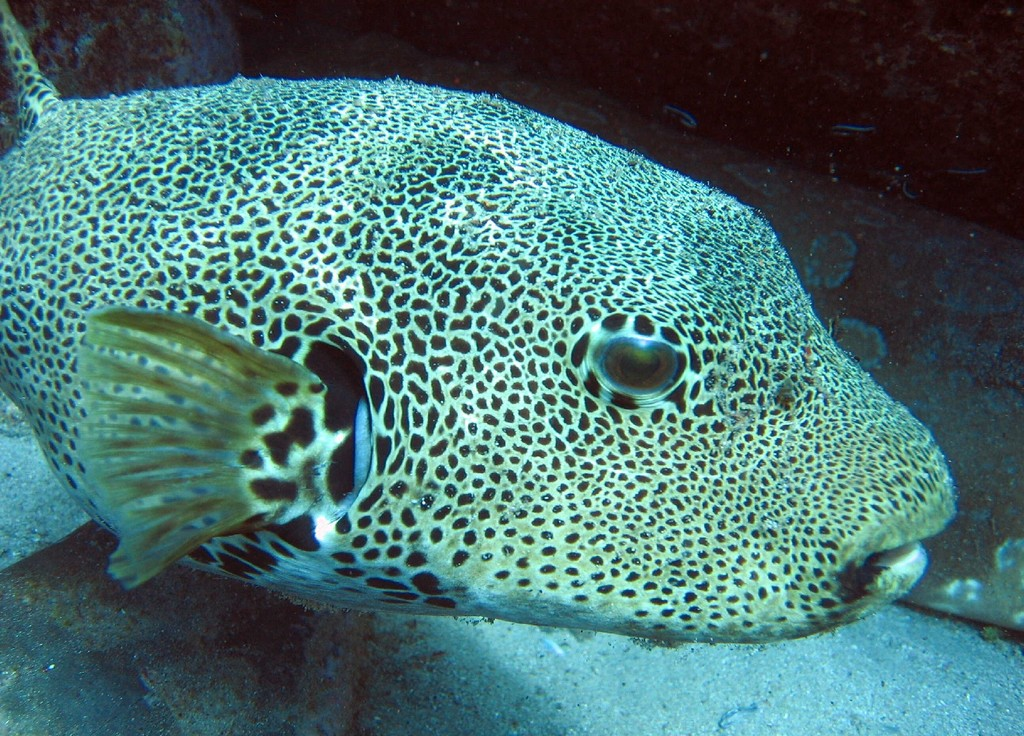
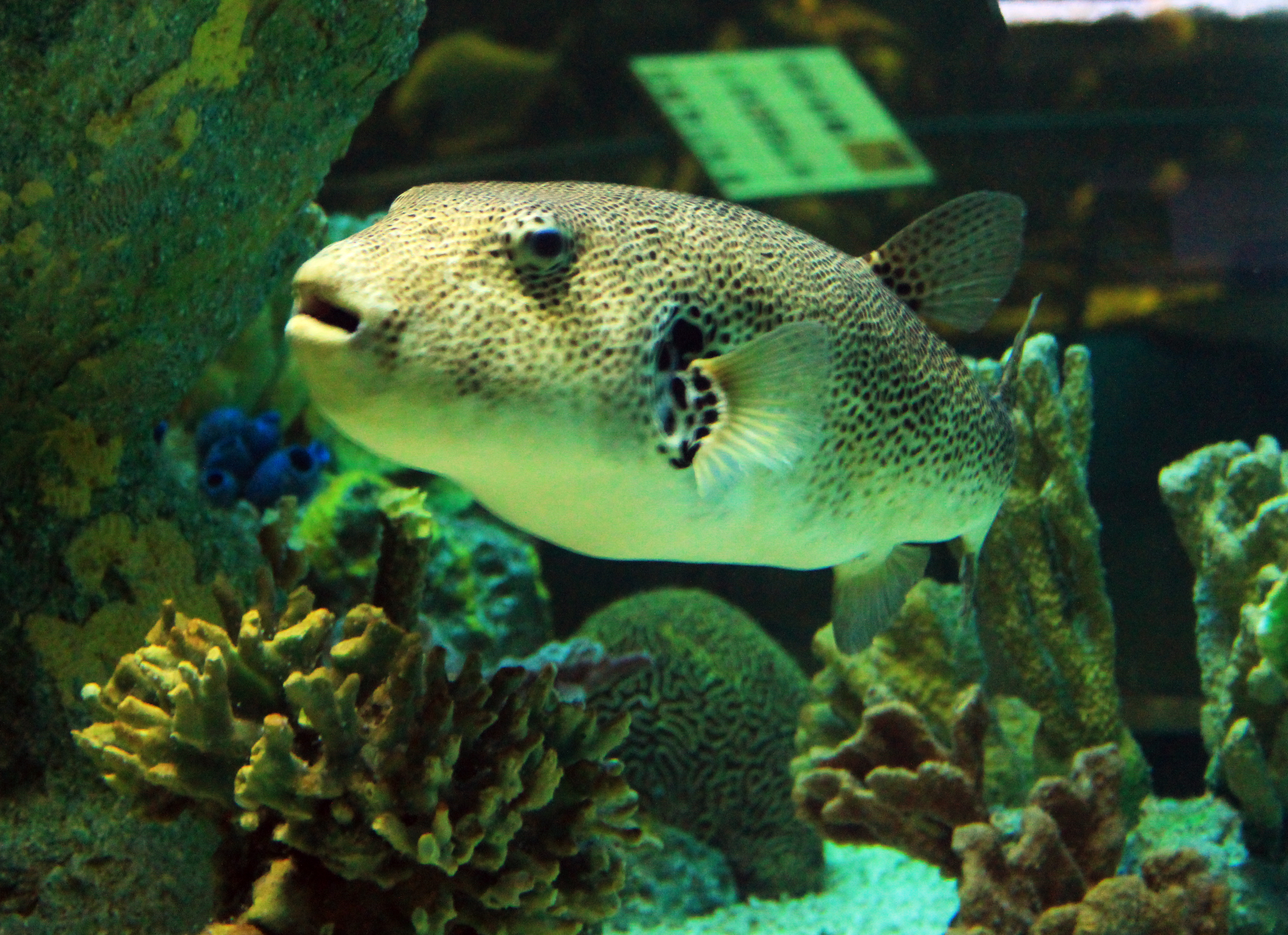